# منطقه کوشین‌اتسو

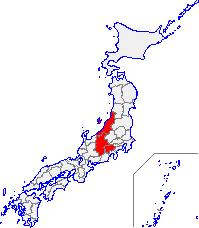

منطقه کوشین‌اتسو (به ژاپنی: 甲信越 Kōshin'etsu) بخشی از منطقه چوبو در ژاپن که از استان یاماناشی، استان ناگانو و استان نیگاتا تشکیل شده‌است.